# Јaури Тилеманс
Јаури Тилеманс (хол. Youri Tielemans; Синт Питерс Леув, 7. мај 1997) професионални је белгијски фудбалер који игра на позицији везног играча. Тренутно наступа за Астон Вилу и репрезентацију Белгије.

## Клупска каријера

### Андерлехт
У петој години је дошао у Андерлехт, где је много пута доказао свој таленат. По стилу игре много људи га пореди са саиграчем из репрезентације Акселом Витселом.
У Андерлехту је имао 185 званичних наступа и постигао 35 голова у четири сезоне. Двапут је освојио титулу лиге и 2017. године изабран је за најбољег белгијског фудбалера године. Био је најмлађи Белгијанац који је играо у УЕФА Лиги шампиона, дебитовао је у том такмичењу са 16 година и 148 дана.

### Монако
Од 2017. до 2019. године играо је за Монако.

### Лестер Сити
Дана 31. јануара 2019. године отишао је на позајмицу у Лестер Сити, да би након проведених пола године и пружених добрих партија потписао уговор на четири године са енглеским клубом.

## Репрезентативна каријера
Дебитовао је 2016. године за репрезентацију Белгије. Селектор Роберто Мартинез га је уврстио међу 23 фудбалера Белгије за Светско првенство 2018. године у Русији. Играо је на мечу групне фазе против Енглеске.

## Статистика каријере

### Репрезентативна
Статистика до 26. марта 2024.
| Белгија | Белгија | Белгија |
| Година  | Наступи | Голови  |
| ------- | ------- | ------- |
| 2016    | 2       | 0       |
| 2017    | 6       | 0       |
| 2018    | 11      | 0       |
| 2019    | 9       | 2       |
| 2020    | 6       | 2       |
| 2021    | 13      | 0       |
| 2022    | 10      | 1       |
| 2022    | 7       | 0       |
| 2024    | 2       | 2       |
| Укупно  | 67      | 7       |

## Трофеји

### Андерлехт
- Прва лига Белгије (2) : 2013/14, 2016/17.
- Суперкуп Белгије (2) : 2013, 2014

### Лестер Сити
- ФА куп (1) : 2020/21.
- ФА комјунити шилд (1) : 2021.